# Ulf Stark
Ulf Gottfrid Stark, född 12 juli 1944 i Stureby i Stockholm, död 13 juni 2017 i Stockholm, var en svensk författare. Han slog igenom 1984 med Dårfinkar & Dönickar och räknas som en av Sveriges främsta barn- och ungdomsförfattare med böcker som Kan du vissla Johanna? och Min vän Percys magiska gymnastikskor. Stark var också skribent på Expressens kultursida.

## Biografi
Ulf Stark växte upp i Stockholmsförorten Stureby, dit han senare återvänder i flertalet av sina böcker. Hans far var tandläkare, hans mor var hemmafru och han hade en två år äldre bror. Ulf Stark började skriva i tonåren och introducerades i författarkretsar av skolkamraten Peter Curman, och 19 år gammal gav han ut sin första diktsamling, Ett hål till livet. Därefter tog karriären fart, ytterligare en diktsamling och en roman kom i snabb takt. Efter det skrev han vid tillfällen även på Expressens kultursida. Under några år arbetade han med personalfrågor på Arbetsmarknadsstyrelsen (AMS). År 1975 skrev han sin första barnbok, Petter och den röda fågeln.
Det dröjde ända fram till 1984 innan genombrottet kom. Stark ville skriva något fiktivt och såg en annons om en skrivtävling, vilket fick honom att skriva Dårfinkar & dönickar. Genom denna bok om nyinflyttade Simone som misstas för att vara pojke vann han Bonniers Juniorförlags barnbokspristävling. Boken blev senare även TV-serie och 2009 även musikal vid Stockholms Stadsteater. Bokens framgångar fick honom att med tiden börja skriva på heltid. Jaguaren, en bilderbok illustrerad av Anna Höglund, mottog 1988 Nils Holgerssonplaketten. Starks delvis självbiografiska bok Min vän Percys magiska gymnastikskor (1991) följdes upp med Min vän shejken i Stureby (1995) och Min vän Percy, Buffalo Bill och jag (2004). År 1992 skrev Stark Kan du vissla Johanna? även den med illustrationer av Anna Höglund vilken nominerades till Augustpriset. Även denna bok filmatiserades, och började 1994 visas varje julafton i SVT. År 2010 utsågs Stark till hedersdoktor vid Stockholms universitet.
Ulf Stark var gift med Janina Orlov. Han hade två barn från ett tidigare äktenskap.